# Jean-Louis Triaud (historien)
Pour l’article homonyme, voir Jean-Louis Triaud.
Jean-Louis Triaud est un historien français spécialiste de l'histoire de l'islam et des sociétés musulmanes en Afrique saharienne et en Afrique subsaharienne.

## Biographie
Il consacre sa thèse de doctorat d'État (1994) à l'étude de la Sanousiyya (La légende noire de la Sanûsiyya. Une confrérie musulmane saharienne sous le regard français (1840-1930)), une confrérie soufie fondée vers 1840 en Libye et qui joua un rôle important aux XIXe et XXe siècles à travers le Sahara jusqu'en Afrique subsaharienne, notamment en jusqu'en 1969 et du Tchad jusqu'à la Première Guerre mondiale.
Professeur émérite de l'Université de Provence (Aix-Marseille I), il a été en poste aux universités d'Abidjan (Côte d'Ivoire), de Niamey (Niger) et de Paris VII- Diderot. Il est membre de l'Institut des mondes africains (IMAF).
Il a étudié l'histoire des empires soudanais du Moyen Âge, des confréries musulmanes subsahariennes à différentes époques et de l'islam subsaharien en situation coloniale et a consacré un certain nombre de travaux à l'historiographie africaine.

## Publications
- Jean-Louis Triaud, Islam et sociétés soudanaises au Moyen Age. Paris-Ouagadougou, Collection «Recherches voltaïques», 1973, n° 11, 238 p., 3 cartes h.t. Publié avec le concours du C.N.R.S., préface de Raymond Mauny.
- Jean-Louis Triaud, Tchad 1901-1902. Une guerre franco-libyenne oubliée ? Une confrérie musulmane, la Sanûsiyya, face à la France, Paris, L’Harmattan, 1988, 208 + 32 p.
- Jean-Louis Triaud, La légende noire de la Sanûsiyya. Une confrérie musulmane saharienne sous le regard français (1840-1930), Paris, Editions de la Maison des Sciences de l’Homme, et Aix-en-Provence, Institut de recherches et d’études sur le monde arabe et musulman (IREMAM), 1995, 2 volumes, 1151 p.
- Pierre Boilley, Edmond Bernus, Jean Clauzel et Jean-Louis Triaud, Nomades et commandants : administration et sociétés nomades dans l'ancienne A.O.F., Paris, Karthala, 1993
- Jean-Pierre Chrétien, Jean-Louis Triaud (éd.), Histoire d’Afrique. Les enjeux de mémoire, Paris, Karthala, 1999, 503 p.
- Jean-Louis Triaud, David Robinson, La Tijâniyya. Une confrérie musulmane à la conquête de l’Afrique, Paris, Karthala, 2000, 512 p.
- Jean-Louis Triaud, David Robinson (dir.), Le temps des marabouts. Itinéraires et stratégies islamiques en Afrique occidentale française, v.1880-1960, Paris, Karthala, 2012, 584 p., sur le site de l'éditeur
- Jean-Louis Triaud, Les Musulmans de Côte d'Ivoire à l'époque coloniale (1900-1960).Un monde de karamokos, Paris, Les Indes savantes,série Islam et sociétés au sud du Sahara, n° 6, 2 volumes, 802 et 918 pp.
- et de nombreux articles dans les revues spécialisées et pour grand public.

Il a fondé et dirigé la revue, puis série, Islam et sociétés au sud du Sahara, Paris, Editions de la Maison des Sciences de l’Homme, vol. 1, 1967 à vol.17-18, 2004, puis Paris, Editions les Indes savantes, vol.1, 2007 à vol. 6, 2021.